# La 2
«La 2» (Ла Дос) — испанский общественный телеканал общей тематики. Входит в RTVE.

## История
Телеканал начал тестовое вещание 1 января 1965 года, официальное — 15 ноября 1966 года. Поскольку он транслировался в ДМВ-диапазоне (а не в УКВ, как Первый канал), в ранние годы его в разговорной речи называли «UHF» («ДМВ»). Были у него и другие официальные и неофициальные названия, как, например, «Cadena II», «Segunda Cadena», «Segundo Programa» и «TVE 2», пока в 90-е годы он не получил теперешнее название. Когда в Испании начала получать распространение технология вещания в ДМВ (дециметровом) диапазоне, министр информации и туризма Мануэль Фрага Ирибане решил, что по примеру других стран «Испанскому телевидению» TVE нужно запустить второй канал, который бы использовал эту технологию. (Первый канал вещал в метровом диапазоне.)
1 января 1965 в Мадриде начались пробные трансляции. Показывались программы, которые уже прошли раньше по Первому каналу. Как правило, трансляции велись вечерами по 4 часа, на протяжении которых транслировали музыку, передачи «Telediario» (новости) и «Estudio 1» (в ней показывают театральные пьесы и т. п.).
Регулярные трансляции начались 15 ноября 1966 года. Теперь уже сетка состояла из передач, специально созданных для Второго канала, причём 50 % из них производились в барселонском центре TVE. Первым директором канала был Сальвадор Понс Муньос.
В момент своего рождения канал мог приниматься только в отдельных частях Мадрида, Сарагосы, Барселоны, где уже было покрытие, и транслировался только по вечерам. При этом не все телеприёмники поддерживали новую технологию и могли его принимать. Если телевизор не имел встроено ДМВ, требовалось купить адаптер, что замедлило внедрение.
Стратегия «Испанского телевидения» (TVE) была в том, чтобы превратить Первый канал в универсальный, и чтобы передачи, интересные меньшинству, переехали на ДМВ. При Сальвадоре Понсе второй канал покровительствовал таким представителям испанской школы кино, как Клаудио Герин, Педро Олеа и Антонио Мерсеро, которые использовали канал как испытательный стенд для альтернативного контента, как документального, так и игрового. На канале была значительная доля программ с высоким общественным статусом, вроде циклов классической музыки или театра, а также кино в передачах типа «Cine Club» и «Sombras recobradas».